# 木村まどか 地球と月のかけら
木村まどか 地球と月のかけら（きむらまどか ほしとつきのかけら）は、文化放送で放送されていたラジオ番組。2007年4月7日 - 9月29日に放送。全24回。
『A&G 超RADIO SHOW〜アニスパ!〜』の内包番組として放送されていた。

## 放送時間
- 毎週土曜日 22:40 - 22:50
- 変更の場合がある
- 野球中継の延長により休止もあり

## パーソナリティ
- 木村まどか（声優）

## ゲスト
- 松岡由貴（声優）
- 石毛佐和（同上）